# Rauni Mollberg

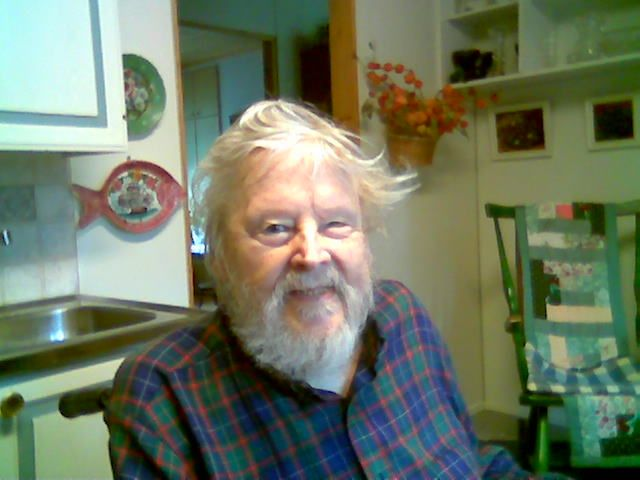
Rauni Mollberg, 2007

Rauni Mollberg (* 15. April 1929 in Hämeenlinna; † 11. Oktober 2007 in Loimaa) war ein finnischer Filmregisseur.

## Leben
Mollberg absolvierte eine Theaterschule und war dann als Schauspieler und Regisseur an Theatern in der Provinz sowie beim finnischen Fernsehtheater beschäftigt. 1973 drehte er mit Maa on syntinen laulu seinen ersten Film. Diese Romanverfilmung wurde zu einem großen Publikumserfolg und auch im Ausland stark beachtet. Es folgten weitere Filme. Er bediente sich bei seinen Filmen eines ausdrucksstarken Realismus.
In den Jahren 1973, 1974, 1978 und 1986 erhielt Mollberg den finnischen Filmpreis Jussi für die beste Regie. 1989 wurde ihm der finnische Titel Akademiker verliehen.

## Filmografie (Auswahl)
- 1973: Die Erde ist unser sündiges Lied (Maa on syntinen laulu)
- 1977: Für einen Menschen nicht übel (Aika hyvä ihmiseksi)
- 1980: Milka – Schmerzliche Lust (Milka)
- 1985: Der unbekannte Soldat (Tuntematon sotilas)
- 1990: Freunde, Kameraden (Ystävät, toverit)